# Cristalogénesis

Esquema de una parte de un cristal en crecimiento. El cristal está formado por partículas cúbicas (azules) en una celosía cúbica simple. La capa superior está incompleta, y solo diez de las dieciséis posiciones de la celosía están ocupadas por partículas. Una partícula en el fluido (que se muestra con bordes rojos) se une al cristal, haciendo que crezca una partícula. Se une a la celosía en el lugar donde su energía sea mínima, que se encuentra en la esquina de la capa superior incompleta (en la parte superior de la partícula que se muestra con bordes amarillos). Su energía es mínima porque en esa posición tiene tres vecinos (uno abajo, uno a su izquierda y otro arriba a la derecha) con los que interactuará. Todas las demás posiciones en una capa de cristal incompleta tienen solo uno o dos vecinos

La cristalogénesis o crecimiento de cristales es el proceso en el que un cristal preexistente se hace más grande a medida que se agregan más moléculas o iones en sus posiciones en la red cristalina o se desarrolla un cristal en una disolución y se procesa un mayor crecimiento. Un cristal se define como un conjunto de átomos, moléculas o iones organizados según un patrón de repetición ordenada, una red cristalina, que se extiende en las tres dimensiones espaciales. Por ello, el crecimiento de los cristales difiere del crecimiento de una gota líquida porque durante el crecimiento las moléculas o iones deben situarse en las posiciones correctas de la red para que crezca un cristal bien ordenado. El esquema muestra un ejemplo muy simple de un cristal con una celosía cúbica simple que crece al agregar una molécula adicional.
Cuando las moléculas o iones se disponen en posiciones diferentes de las de una red cristalina perfecta, se forman defectos cristalinos. Generalmente, las moléculas o iones en una red cristalina están atrapados en el sentido de que no pueden moverse de sus posiciones, por lo que el crecimiento de los cristales es a menudo irreversible, ya que una vez que las moléculas o iones se han colocado en la red en crecimiento, se fijan en ese lugar.
La cristalización es un proceso común, tanto en la industria como en el mundo natural, y se entiende generalmente que la cristalización consiste en dos procesos: si no hay un cristal preexistente, entonces primero debe nuclearse un nuevo cristal, y luego, segundo, ese cristal debe experimentar un crecimiento.

## Mecanismos de crecimiento

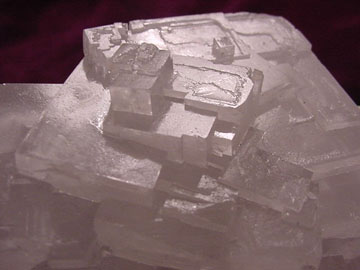
Un ejemplo de los cristales cúbicos típicos de la estructura de sal de roca rock-salt structure.

La interfaz entre un cristal y su vapor puede ser molecularmente nítida a temperaturas muy por debajo del punto de fusión. Una superficie cristalina ideal crece por extensión de capas individuales, o de manera equivalente, por el avance lateral de los pasos de crecimiento que delimitan las capas. Para tasas de crecimiento perceptibles, este mecanismo requiere una fuerza motriz finita (o grado de sobreenfriamiento) para bajar la barrera de nucleación lo suficiente como para que ocurra la nucleación por medio de fluctuaciones térmicas. En la teoría del crecimiento de los cristales por fusión, Burton y Cabrera ha distinguido entre dos mecanismos principales que se analizan a  continuación.

### Crecimiento lateral no uniforme
La superficie avanza por el movimiento lateral de pasos que son un espaciado interplanar en altura (o algún múltiplo entero). Un elemento de superficie no sufre ningún cambio y no avanza normal a sí mismo, excepto durante el paso de un escalón, y luego avanza por la altura del escalón. Es útil considerar el paso como la transición entre dos regiones adyacentes de una superficie que son paralelas entre sí y, por lo tanto, de configuración idéntica, desplazadas entre sí por un número entero de planos de celosía. Obsérvese aquí la posibilidad clara de un escalón en una superficie difusa, aunque la altura del escalón sea mucho menor que el grosor de la superficie difusa.

### Crecimiento normal uniforme
La superficie avanza normal a sí misma sin la necesidad de un mecanismo de crecimiento gradual. Esto significa que en presencia de una fuerza motriz termodinámica suficiente, cada elemento de la superficie es capaz de experimentar un cambio continuo que contribuye al avance de la interfaz. Para una superficie afilada o discontinua, este cambio continuo puede ser más o menos uniforme en áreas extensas en cada nueva capa sucesiva. Para una superficie más difusa, el mecanismo de crecimiento continuo puede requerir cambios simultáneos en varias capas sucesivas .
El crecimiento lateral no uniforme es un movimiento geométrico por pasos, en oposición al movimiento de toda la superficie normal a sí misma. Alternativamente, el crecimiento normal uniforme se basa en la secuencia temporal de un elemento de superficie. En este modo, no hay movimiento ni cambio, excepto cuando un paso sucede via un cambio continuo. La predicción de qué mecanismo estará operativo bajo cualquier conjunto de condiciones dadas es fundamental para la comprensión del crecimiento del cristal. Se han utilizado dos criterios para hacer esta predicción:
- Si la superficie es difusa o no: una superficie difusa es aquella en la que el cambio de una fase a otra es continuo, y ocurre en varios planos atómicos. Esto contrasta con una superficie afilada para la que el cambio principal en la propiedad (por ejemplo, la densidad o la composición) es discontinuo, y generalmente se limita a la profundidad de una distancia interplanar.[5][6]

- Independientemente de si la superficie es singular o no: una superficie singular es aquella en la que la tensión superficial en función de la orientación tiene un mínimo puntiagudo. Se sabe que el crecimiento de superficies singulares requiere pasos, mientras que generalmente se sostiene que las superficies no singulares pueden avanzar de manera continua normal a sí mismas.[7]

### Fuerza motriz
Considérense a continuación los requisitos necesarios para la aparición de crecimiento lateral. Es evidente que el mecanismo de crecimiento lateral se encontrará cuando cualquier área en la superficie pueda alcanzar un equilibrio metaestable en presencia de una fuerza motriz. Entonces, tenderá a permanecer en una configuración de equilibrio hasta el pasaje de un paso. Después, la configuración será idéntica, excepto que cada parte del paso, pero habrá avanzado por la altura del paso. Si la superficie no puede alcanzar el equilibrio en presencia de una fuerza motriz, entonces continuará avanzando sin esperar el movimiento lateral de los pasos.
Por lo tanto, Cahn concluyó que la característica distintiva es la capacidad de la superficie para alcanzar un estado de equilibrio en presencia de la fuerza motriz. También concluyó que para cada superficie o interfaz en un medio cristalino, existe una fuerza motriz crítica que, si se excede, permitirá que la superficie o interfaz avance perpendicular a sí misma y, si no se excede, requerirá el mecanismo de crecimiento lateral. .
Por lo tanto, para fuerzas de accionamiento suficientemente grandes, la interfaz puede moverse uniformemente sin el beneficio de un mecanismo heterogéneo de nucleación o de dislocación de tornillo. Qué constituye una fuerza motriz suficientemente grande depende de la difusividad de la interfaz, de modo que para interfaces extremadamente difusas, esta fuerza motriz crítica será tan pequeña que cualquier fuerza motriz medible la excederá. Alternativamente, para interfaces afiladas, la fuerza motriz crítica será muy grande, y la mayor parte del crecimiento se producirá por el mecanismo de escalón lateral.
Téngase en cuenta que en un proceso típico de solidificación o cristalización, la fuerza motriz termodinámica es dictada por el grado de sobreenfriamiento.

## Morfología

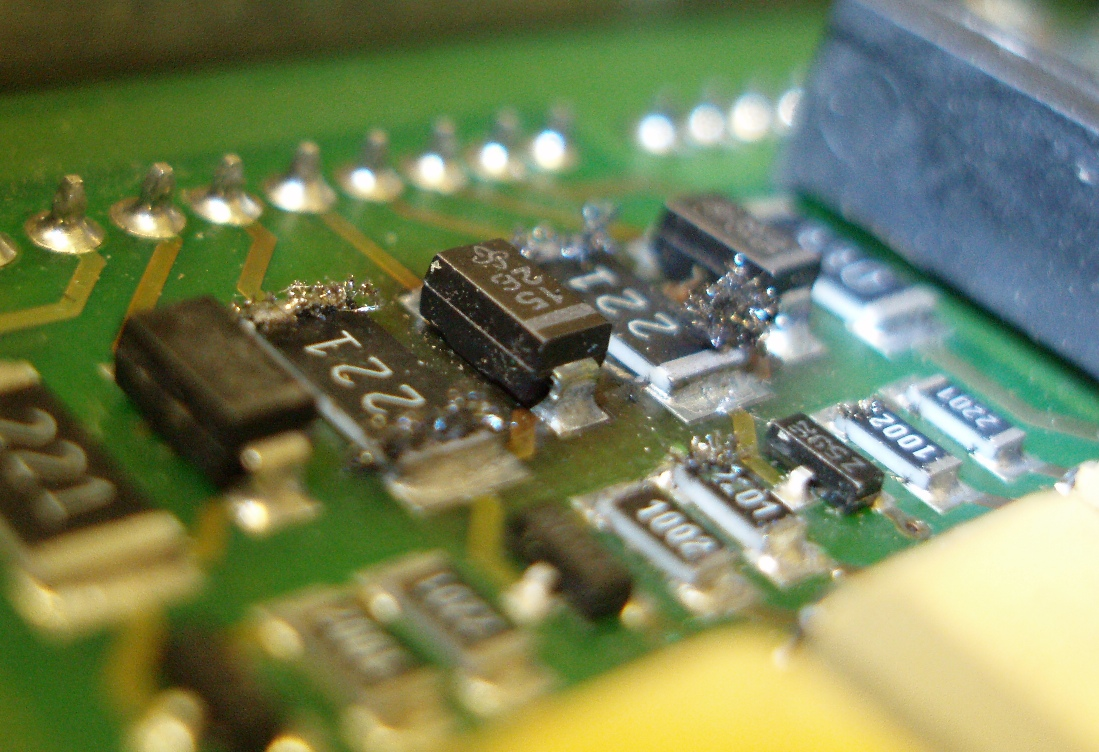
Barbas de sulfuro de plata que crecen fuera de las resistencias de montaje superficial.

En general, se cree que las propiedades mecánicas, y otras, del cristal también son pertinentes en este tema, y que la morfología del cristal proporciona el eslabón perdido entre la cinética del crecimiento y las propiedades físicas. El aparato termodinámico necesario fue proporcionado por el estudio del equilibrio heterogéneo de Josiah Willard Gibbs. Proporcionó una definición clara de la energía superficial, mediante la cual el concepto de tensión superficial se aplica tanto a los sólidos como a los líquidos. También apreció que «una energía libre superficial anisotrópica implicaba una forma de equilibrio no esférica» (an anisotropic surface free energy implied a non-spherical equilibrium shape), que debería definirse termodinámicamente como «la forma que minimiza la energía libre superficial total» (the shape which minimizes the total surface free energy).
Puede ser ilustrativo observar que el crecimiento de los whiskers (litque puede traducirse por 'barba', 'pelo' o 'bigote') proporciona el vínculo entre el fenómeno mecánico de la alta resistencia en los whiskers y los diversos mecanismos de crecimiento que son responsables de sus morfologías fibrosas. (Antes del descubrimiento de los nanotubos de carbono, los whiskers de monocristal tenían la mayor resistencia a la tracción de todos los materiales conocidos). Algunos mecanismos producen whiskers sin defectos, mientras que otros pueden tener dislocaciones de un solo tornillo a lo largo del eje principal del crecimiento, lo que produce whiskers de alta resistencia.
El mecanismo que está detrás del crecimiento de los bigotes no se conoce bien, pero parece estar fomentado por los esfuerzos mecánicos de compresión, incluidos los esfuerzos inducidos mecánicamente, los esfuerzos inducidos por la difusión de diferentes elementos y los esfuerzos inducidos térmicamente. Los whiskers metálicos difieren de las dendritas metálicas en varios aspectos. Las dendritas tienen forma de helecho, como las ramas de un árbol, y crecen a través de la superficie del metal. En contraste, los whiskers son fibrosos y se proyectan en ángulo recto a la superficie de crecimiento, o sustrato.

### Difusión-control

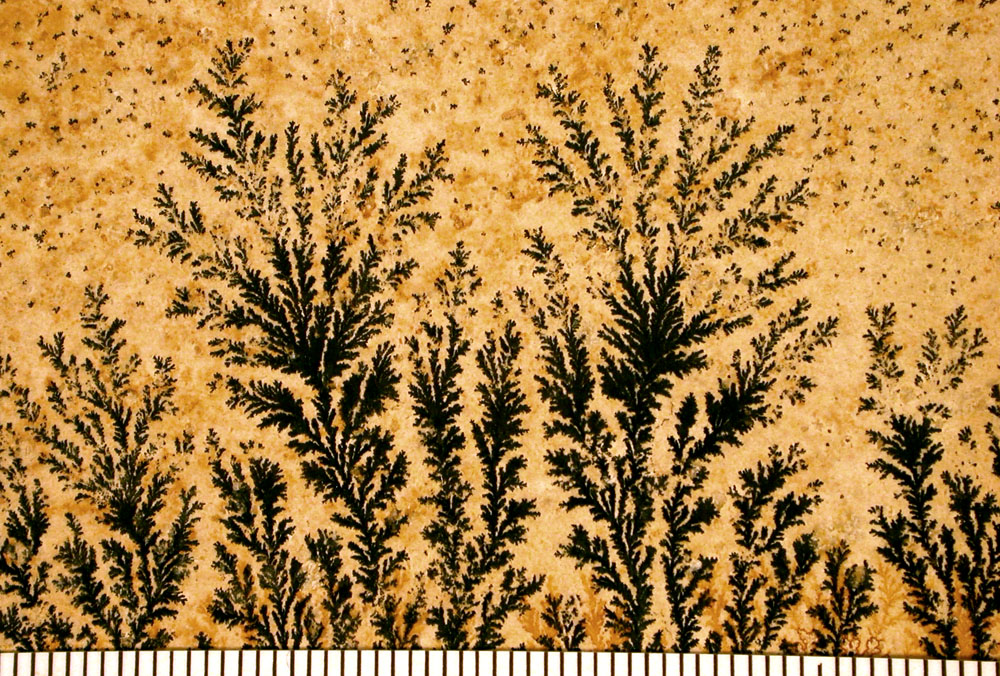
Dendritas de pirolusita sobre un lecho de piedra caliza de Solnhofen, Alemania (escala en mm)

Muy a menudo, cuando la sobresaturación (o el grado de sobreenfriamiento) es alta, y en ocasiones incluso cuando no es alta, la cinética de crecimiento puede estar controlada por la difusión. En esas condiciones, la forma de cristal poliédrico será inestable y brotarán protuberancias en sus esquinas y bordes donde el grado de sobresaturación está en su nivel más alto. Las puntas de estas protuberancias serán claramente los puntos de mayor sobresaturación. En general, se cree que la protuberancia se hará más larga (y más delgada en la punta) hasta que el efecto de la energía libre interfacial en el aumento del potencial químico frene el crecimiento de la punta y mantenga un valor constante para el espesor de la punta.
En el proceso posterior de engrosamiento de la punta, debe haber una inestabilidad de forma correspondiente. Los bultos menores o "protuberancias" deben ser exageradas y convertirse en ramas laterales de rápido crecimiento. En tal situación inestable (o metaestable), los grados menores de anisotropía deberían ser suficientes para determinar las direcciones de ramificación y de crecimiento significativas. El aspecto más atractivo de este argumento, por supuesto, es que produce las características morfológicas primarias del crecimiento dendrítico.

### Simulación
- Kinetic Monte Carlo surface growth method